# Schreibersite
La schreibersite è un minerale scoperto nel 1848 nel meteorite Magura caduto in Slovacchia, è anche detto rhabdite. Chimicamente è un fosfuro del ferro e del nichel di formula (Fe,Ni)3P e forma una serie con la nickelphosphide che contiene una quantità di nichel maggiore di quella del ferro.

## Nome
È stato chiamato in questo modo in onore dello scienziato austriaco Karl Franz Anton von Schreibers (1775-1852), che fu uno dei primi a descriverlo osservando un meteorite ferroso.

## Morfologia
La schreibersite raramente si trova sotto forma di cristalli, questi si presentano appiattiti o aghiformi. Forma cristalli tetragonali con sfaldatura perfetta. Il colore va dal bronzo al giallo ottone al bianco argento. L'aspetto superficiale è opaco con lucentezza metallica e lascia una striscia grigio scura.

## Origine e giacitura

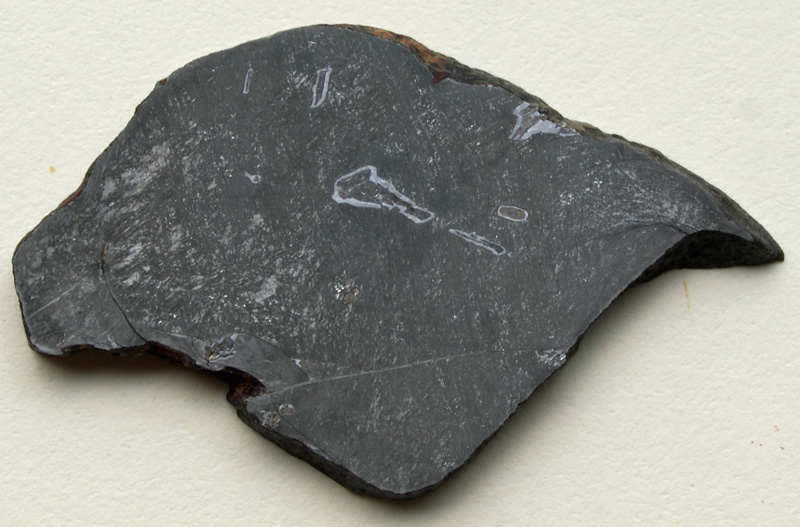
Inclusioni di schreibersite contornati da kamacite in una sezione del meteorite Gebel Kamil (atassite).

Normalmente si tratta di un minerale raro, ma è comune nelle meteoriti ferrose. È però assente nelle meteoriti ferrose povere di nichel.

## Importanza
Recenti ricerche all'Università dell'Arizona suggeriscono che la schreibersite ed altri minerali meteoritici contenenti fosforo possano essere la fonte prima di questo elemento così importante per la vita sul nostro pianeta.